# Ruta 123 (Costa Rica)
La Ruta 123, oficialmente Ruta Nacional Secundaria 123, es una ruta nacional de Costa Rica ubicada en las provincias de Alajuela y Heredia.

## Descripción
En la provincia de Alajuela, la ruta atraviesa el cantón de Alajuela (los distritos de Alajuela, Desamparados).
En la provincia de Heredia, la ruta atraviesa el cantón de Santa Bárbara (los distritos de Santa Bárbara, San Pedro, San Juan), el cantón de Flores (los distritos de San Joaquín, Barrantes, Llorente).